# Tenuipalpus mahoensis
Tenuipalpus mahoensis är en spindeldjursart som beskrevs av Elsie Collyer 1964. Tenuipalpus mahoensis ingår i släktet Tenuipalpus och familjen Tenuipalpidae. Inga underarter finns listade i Catalogue of Life.